# بلو ستيل
بلو ستيل (بالإنجليزية: Blue Steele)‏ هو قائد فرقة ‏ ومغني وموسيقي أمريكي، ولد في 11 مارس 1893 في أركنساس في الولايات المتحدة، وتوفي في 7 يوليو 1971.

## وصلات خارجية
- بلو ستيل على موقع ميوزك برينز (الإنجليزية)
- بلو ستيل على موقع أول ميوزيك (الإنجليزية)
- بلو ستيل على موقع ديسكوغز (الإنجليزية)